# 게임어바웃

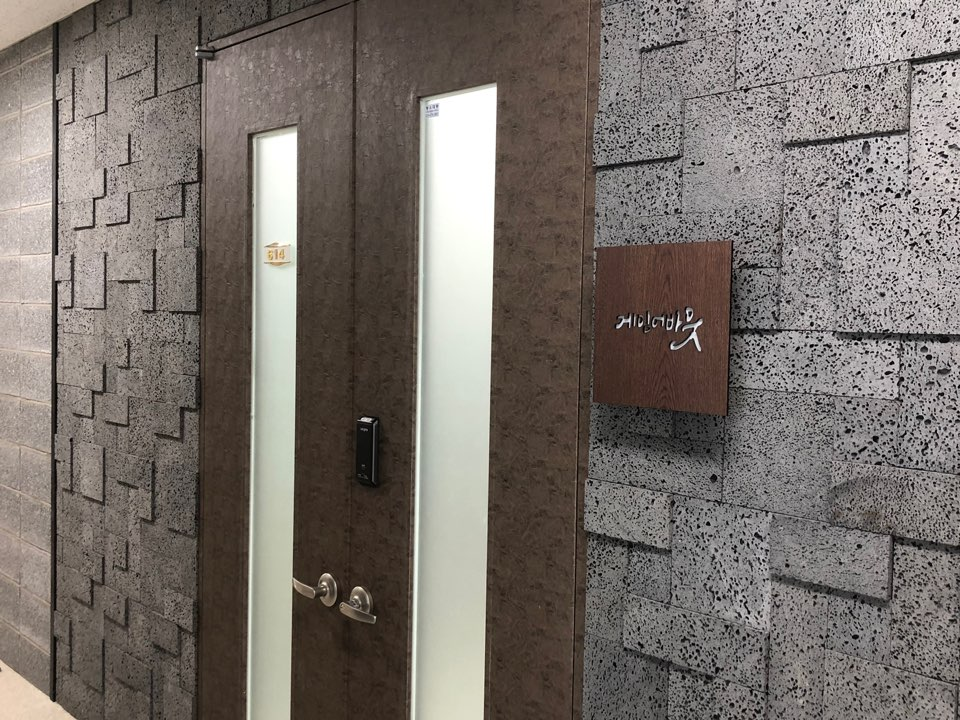
게임어바웃 사무실 앞

게임어바웃(gameabout)은 2004년 만들어진 게임 전문 웹진이다. 뉴스 페이지를 통해 취재 기사와 리뷰, 기획 등의 읽을 거리를 제공하는 한편, 리니지, 마비노기, 던전앤파이터, 카오스(워크래프트3 모드) 등 온라인 게임 중심의 커뮤니티를 함께 운영했다. 2012년에는 대표이사가 변경됐으며, 2014년 홈페이지 리뉴얼과 함께 온라인 게임 커뮤니티를 마비노기 하나만 남겨두고 모두 정리했다.